# Skriktjärnen, Dalsland
Skriktjärnen är en sjö i Bengtsfors kommun i Dalsland och ingår i Göta älvs huvudavrinningsområde. Sjön har en area på 0,102 kvadratkilometer och ligger 118,6 meter över havet.

## Delavrinningsområde
Skriktjärnen ingår i det delavrinningsområde (656920-128033) som SMHI kallar för Ovan 657097-128002. Medelhöjden är 162 meter över havet och ytan är 3,44 kvadratkilometer. Det finns inga avrinningsområden uppströms utan avrinningsområdet är högsta punkten. Vattendraget som avvattnar avrinningsområdet har biflödesordning 3, vilket innebär att vattnet flödar genom totalt 3 vattendrag innan det når havet efter 230 kilometer. Avrinningsområdet består mestadels av skog (96 procent). Avrinningsområdet har 0,1 kvadratkilometer vattenytor vilket ger det en sjöprocent på 2,9 procent.